# Haidenaab
Haidenaab – rzeka w Bawarii, jedna z rzek źródłowych Naab. Łączy się z Waldnaab.